# Heringia
Heringia là một chi ruồi trong họ Syrphidae.